# 双毛环肋螺
双毛环肋螺（学名：Plectotropis diploblepharis），是柄眼目扁蜗牛科Plectotropis属的一种。主要分布于中国大陆，常栖息在阴暗潮湿、多腐殖质的环境。